# Hedvig van Berlekom
Hedvig Charlotta Berdenis van Berlekom,  född 1 februari 1977, är en svensk författare.
Hedvig van Berlekom arbetar som kommunikatör och  är sedan 2019 anställd vid Författarcentrum Väst. Hon debuterade som författare 2018 med barnboken Mammornas bebisresa. Där skildras hur ett lesbiskt par blir föräldrar och beskriver processen från barnlängtan, insemination, graviditet och det första föräldraskapet. Vuxenromanen Stigarna, 2018, är skriven tillsammans med Ann Beskow som är mor till författaren. Den är skriven som en fortlöpande dialog mellan mor och dotter om livet, relationer, kärlek och äktenskap.
Den ohörda historien, 2016, är en antologi om romer och resande i Västra Götaland under redaktörskap av Hedvig van Berlekom och Malin Lindroth.